# 이희수 (이슬람 학자)
이희수(李熙秀, 1953년~ )는 대한민국의 이슬람학자이다. 1953년 7월 17일 경상남도 밀양에서 태어났다. 한국외국어대학교에서 튀르키예학을 전공하였으며 중동지역학으로 석사학위를 받았으며 이스탄불 대학교에서 역사학으로 박사학위를 받았다.
마르마라대학 중세사학과 조교수로 강의했다. 지난 30여년간 사우디아라비아, 리비아, 튀니지, 튀르키예, 이란, 우즈베키스탄 등에서 현장연구를 수행하면서, 리비아 알 카다피 대통령을 만났고, 이란-이라크전쟁과 이란 혁명의 와중에서 호메이니를 만나기도 했다. 
현재 한양대학교 문화인류학과 명예교수와 성공회대학교 석좌교수 겸 이슬람문화연구소 소장으로 일하고 있다. 저서로는 《이희수의 이슬람》 《튀르키예사》《쿠쉬나메》《중동의 역사》, 《지중해문화기행》, 《세계문화기행》 《Korea and the Muslim World: A Historical Encounter》, 《The Kushnameh:The Persian Epic of Kush the Tusked》《인류 본사》 등 국내외 90여권의 저술이 있다.
동양사, 서양사 뿐만 아니라 중양의 역사도 바라볼 것을 제안하기도 했다.

## 경력
- 2020년~ 성공회대학교 이슬람문화연구소 소장
- 2019년~ 성공회대학교 석좌교수
- 2018년~ 계명대 중앙아시아-실크로드 연구원 특임교수
- 2018년~ 한양대학교 문화인류학과 명예교수
- 2001년~ 한국-튀르키예 친선협회 사무총장
- 2015년 외교부 정책자문위원회 위원
- 2013년 한양대학교 세계지역문화연구소 소장
- 2013년 한양대학교 박물관 관장
- 2005년~2007년 한국중동학회 회장
- 2001년~2003년 한국이슬람학회 회장
- 1993년~2018년 한양대학교 문화인류학과 교수
- 1988년~1989년 튀르키예 마르마라대학 조교수
- 1986년~1989년 이슬람회의기구(OIC-IRCICA) 연구원
- 1985년 튀니지대학교 사회경제연구소 연구원

## 학력
- 1979년 한국외국어대학교 튀르키예학과, 문학사
- 1983년 한국외국어대학교 중동지역학과, 석사
- 1988년 튀르키예 이스탄불대학교 역사학과, 박사(중동역사, 이슬람문화)

## 저서
- 인류 본사 / 오리엔트-중동의 눈으로 본 1만2000년 인류사 (2022년)
- 이희수의 이슬람
- 이슬람 학교 :이희수 교수의 종횡무진 이슬람 강의록 1,2
- 이슬람 제대로 알기/ 이슬람버스
- 세상을 바꾼 이슬람/  톡톡 이슬람
- 터키박물관 산책/ 터키사 100